# FSK Bukowina Czernowitz
Der FSK Bukowina Czernowitz (ukrainisch ФСК Буковина Чернівці/FSK Bukowyna Terschniwzi) ist ein Fußballverein aus der ukrainischen Stadt Czernowitz. Seine Heimspiele trägt er im 12.000 Zuschauer fassenden Bukowina-Stadion aus.

## Geschichte
Der 1958 gegründete Verein war während der Zeit der Sowjetunion zeitweise in der zweiten und dritten sowjetischen Liga vertreten. Zunächst trug er noch den Namen Awangard, die Umbenennung in Bukowina erfolgte 1964.
Nach der Unabhängigkeit der Ukraine erlangte Bukowina Czernowitz zunächst die Spielberechtigung für die neugegründete erste ukrainische Liga. 
Nach drei Spielzeiten musste man in der Saison 1993/94 schließlich den Abstieg in die zweite Liga hinnehmen. Der Club geriet bald darauf in ernsthafte Schwierigkeiten und musste 1999 erstmals in die Drittklassigkeit absteigen. Nachdem man in der Saison 1999/2000 noch den direkten Wiederaufstieg in die zweite Liga feiern konnte, landete Bukowina schon in der nächsten Spielzeit auf dem letzten Tabellenplatz und stieg erneut in Liga drei ab. Dort verblieb der Club nun die nächsten Spielzeiten, entging 2002/03 sogar nur knapp einem erneuten Abstieg.
Zur Saison 2009/10 gelang Bukowina als Tabellenerster schließlich der langersehnte Wiederaufstieg in die zweite Liga. Der Spieler Wladyslaw Korobkin war in dieser Spielzeit auch Torschützenkönig der dritten Liga und trug damit maßgeblich zum Aufstieg bei.
Seitdem konnte sich der FSK Bukowina wieder im Mittelfeld der zweiten Liga etablieren. Stieg aber zur Saison 2014/15 als Letzter in die Druha Liga ab. Die Saison 2015/16 schloss Bukowina als vierter ab, ist aber trotzdem in die Persha Liha aufgestiegen, da Dynamo Kiew 2 und Krwiy Rog ihre Mannschaften aus der Liga zurückgezogen haben. Demnach blieb Bukowina nur eine Saison in der dritten Liga. Am 30. Juni wurde Serhij Schyschtschenko, ein ehemaliger ukrainischer Nationalspieler, als neuer Cheftrainer ernannt.

## Weblinks

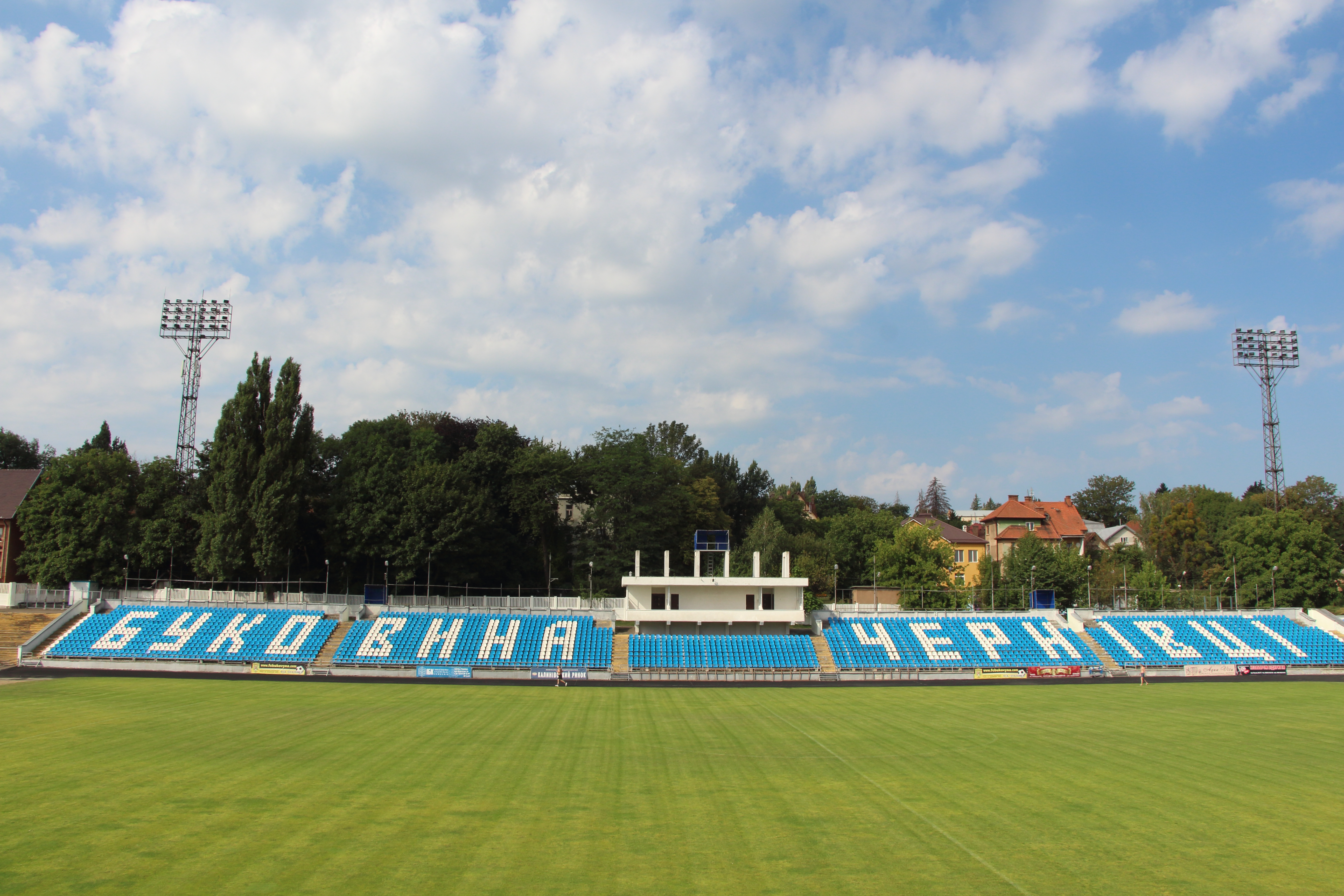
Bukowina-Stadion

## Ehemalige Spieler
- Lew Beresner
- Borys Finkel[4]
- Wladyslaw Korobkin
- Wiktor Passulko